# Louis Couturat
Louis Couturat (17. leden 1868, Ris-Orangis – 3. srpen 1914, Melun) byl francouzský filozof, logik, matematik a lingvista. Zaobíral se především matematickou logikou, silně pod vlivem Charlese Sanderse Peirce, Alfreda North Whiteheada a Bertranda Russella, svého osobního přítele. Naopak opononoval koncepcím Henri Poincarého. Vystudoval matematiku a filozofii na École Normale Supérieure. Stal se profesorem na univerzitě v Toulouse a později na Collège de France. Jeho velkým tématem bylo dílo Gottfrieda Wilhelma Leibnize, velmi přispěl k jeho znovuobjevení moderní filozofií, především analytickou. Roku 1907 vytvořil umělý jazyk Ido dle zákonů logiky a s pomocí slovníku existujících evropských jazyků. Byl pacifistou, symbolicky zahynul při autonehodě způsobené srážkou jeho vozu s vozem vezoucím vojáky na bojiště první světové války.